# 拉加尔德昂瓦勒
拉加尔德昂瓦勒（法語：Lagarde-Enval，法語發音：[laɡaʁd ɑ̃val]）是法国科雷兹省的一个市镇，属于蒂勒区。2019年，拉加尔德昂瓦勒与市镇马克拉图尔合并为新市镇拉加尔德-马克拉图尔，拉加尔德昂瓦勒为新市镇行政中心。

## 地理
拉加尔德昂瓦勒（45°11'13"N, 1°48'27"E）面积21.55 平方千米，位于法国新阿基坦大区科雷兹省，该省份为法国中南部省份，北起上维埃纳省和克勒兹省，西接多爾多涅省，南至洛特省，东临多姆山省和康塔爾省。
与拉加尔德昂瓦勒接壤的市镇（或旧市镇、城区）包括：阿尔比萨克、福尔热、龙代勒河畔拉迪尼亚克、马克拉图尔、圣福蒂纳德。

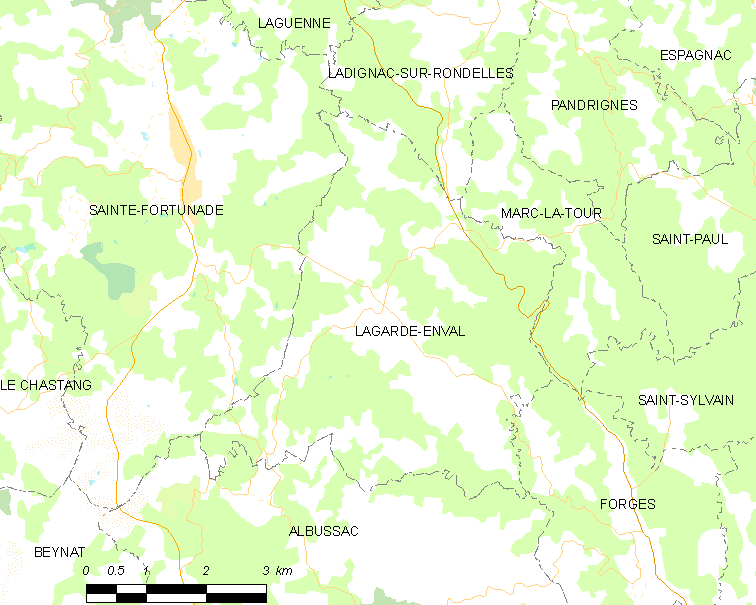
拉加尔德昂瓦勒的OSM定位图

拉加尔德昂瓦勒的时区为UTC+01:00、UTC+02:00（夏令时）。

## 行政
拉加尔德昂瓦勒的邮政编码为19150，INSEE市镇编码为19098。

## 政治
拉加尔德昂瓦勒所属的省级选区为圣福蒂纳德县。

## 人口

1962-2008年间拉加尔德昂瓦勒人口变化图示

拉加尔德昂瓦勒于2018年1月1日时的人口数量为834人。